# 스튜던트 아카데미상
스튜던트 아카데미상(Student Academy Awards)은 영화 예술 과학 아카데미에서 대학생 영화 제작자들에게 수여하는 상이다.
원래 이름은 스튜던트 필름상(Student Film Award)이었고 1973년에 처음으로 시상했다. 1975년부터 연간으로 개최되었고, 보통 6월에 시상식이 진행된다. 1991년부터 지금의 상 이름을 사용했다.
수상 분야는 얼터너티브(실험 영화), 애니메이션, 다큐멘터리, 나레티브 이렇게 네 분야이다. 2005년부터 각 분야에서 금, 은, 동상이 수여됐으며, 상과 함께 5천, 3천, 2천 달러의 상금도 주어졌다. 1981년부터 미국 외 국가의 대학생에게도 수상 자격이 주어졌다.
로버트 저메키스, 밥 서겟, 스파이크 리, 트레이 파커, 존 래시터 등 유수의 영화 제작자들이 과거 이 상을 수상했다.

## 같이 보기
- 영화상 목록